# Семеновское (Ильинский район)
 Семеновское — деревня в Ильинском районе Ивановской области. Входит в состав Аньковского сельского поселения.

## География
Находится в западной части Ивановской области на расстоянии приблизительно 17 км на восток по прямой от районного центра села Ильинское-Хованское.

## История
Нанесена была на карту еще 1808 года. В 1859 году здесь (тогда деревня в составе Юрьевского уезда Владимирской губернии) было учтено 28 дворов.

## Население
Постоянное население составляло 155 человек (1859 год), 4 в 2002 году (русские 100 %), 4 в 2010.